# Ángel López Pérez
Ángel López Pérez (Madrid, 5 de abril de 1983) es un entrenador español de fútbol. Es licenciado en Ciencias de la Actividad Física y del Deporte (INEF) por la Universidad Politécnica de Madrid. Actualmente dirige al Nea Salamina de Chipre.

## Trayectoria
Ángel Lopéz empezó en su carrera como entrenador dirigiendo en el fútbol Regional de España al Inter de Madrid y más tarde ficharía por Getafe Club de Fútbol "B", sólo un año después ascendió al primer equipo, donde fue el segundo entrenador de Míchel González, Víctor Muñoz y Cosmin Marius Contra.
En 2013 se marcharía a Rumanía para ser segundo entrenador de Cosmin Contra en el Fotbal Club Petrolul Ploiești.
En el 2014 regresaría al Getafe CF junto a Cosmin Contra al que salvaron del descenso a segunda división.
En el 2015 se marcharía a China nuevamente junto a Cosmin Contra para dirigir al Guangzhou R&F. Tras la experiencia en Asia, Ángel se convirtió en el segundo de Miroslav Djukic para iniciar su tercera aventura en el extranjero en las filas del Al-Shabab Al Arabi Club en la que estuvieron hasta junio de 2017.
Durante la temporada 2017-18 firma como segundo entrenador de Javier Casquero en las filas del Real Club Recreativo de Huelva de la segunda división B de España. En noviembre de 2017, tras la destitución de Casquero se hace cargo del Real Club Recreativo de Huelva, del que sería cesado en febrero de 2018 debido a los malos resultados, dónde fue sustituido por César Negredo.
En verano de 2018 asumió el cargo de Seleccionador Nacional Absoluto de la Selección Nacional de Guinea Ecuatorial, conocida popularmente como Nzalang, en la que estaría durante un año.
El 28 de diciembre de 2019 se hace oficial su llegada al Delfín Sporting Club de Ecuador, tras la marcha del estratega Fabián Bustos, de esta manera se convirtió en el tercer entrenador español en el fútbol ecuatoriano. Dirigió al cetáceo en solo tres partidos de la Liga Pro antes de ser cesado. Su récord fue de una victoria y dos derrotas, lo que dejó al equipo en una posición complicada en la tabla de clasificación, ocupando el décimo lugar con solo tres puntos. Además, el equipo sufrió una derrota en la Supercopa Ecuador ante Liga de Quito, lo que contribuyó a la decisión de la directiva de despedirlo el 29 de febrero de 2020, convirtiéndose en el primer entrenador cesado de la temporada, y siendo reemplazado por Carlos Ischia en su lugar.
El 3 de septiembre de 2020, firma como entrenador del Volos NFC de la Superliga de Grecia por dos temporadas.
Al finalizar la temporada 2020-2021, lograría un exitoso séptimo puesto en la clasificación final con el Volos NFC. El 26 de mayo de 2021, rescinde de mutuo acuerdo el contrato con el club griego y se compromete por una temporada con el Atromitos FC .
El 25 de febrero de 2022, firma por el FK Surkhon Termez de la Super Liga de Uzbekistán. El 5 de septiembre de 2022, sería destituido del club uzbeko.
El 19 de junio de 2023, firma por el Ethnikos Achnas, recién ascendido a la primera división de Chipre.
El 16 de noviembre de 2023, firma por el Volos NFC de la Superliga de Grecia.
El 11 de junio de 2024, firma por el Al Ahli Club de Liga Premier de Baréin.
El 15 de julio de 2025 firma con el Nea Salamina de Chipre.

## Clubes

### Como asistente técnico
| Club              | País    | Año       | Asistente de    |
| ----------------- | ------- | --------- | --------------- |
| Getafe CF         | España  | 2007-2013 | Michael Laudrup |
| Getafe CF         | España  | 2007-2013 | Quique          |
| Getafe CF         | España  | 2007-2013 | Bernd Schuster  |
| Getafe CF         | España  | 2007-2013 | Míchel          |
| Getafe CF         | España  | 2007-2013 | Víctor Muñoz    |
| Getafe CF         | España  | 2007-2013 | Luis García     |
| Petrolul Ploiești | Rumania | 2013-2014 | Cosmin Contra   |
| Getafe CF         | España  | 2014-2015 | Cosmin Contra   |
| Guangzhou R&F     | China   | 2015-2016 | Cosmin Contra   |
| Al-Shabab         | EAU     | 2017      | Miroslav Đukić  |

### Como entrenador
| Club                 | País              | Año             |
| -------------------- | ----------------- | --------------- |
| Inter de Madrid      | España            | --              |
| Getafe CF "B"        | España            | 2006-2007       |
| Recreativo de Huelva | España            | 2017-2018       |
| Selección absoluta   | Guinea Ecuatorial | 2018-2019       |
| Delfín SC            | Ecuador           | 2020            |
| Volos NFC            | Grecia            | 2020-2021       |
| Atromitos de Atenas  | Grecia            | 2021            |
| FK Surkhon Termez    | Uzbekistán        | 2022            |
| Ethnikos Achnas      | Chipre            | 2023            |
| Volos NFC            | Grecia            | 2023-2024       |
| Al Alhi club         | Baréin            | 2024-2025       |
| Nea Salamina         | Chipre            | 2025-Actualidad |

## Palmarés

### Campeonatos nacionales
Otros logros :
- Subcampeón del Supercopa de Ecuador 2020 con Delfín SC